# الدوري الإماراتي 1976–77
عاد عدد الأندية المشاركة في موسم 1976-1977 إلى 12 فريقاً وتم تقسيمهم إلى مجموعتين، وتأهل الشارقة والإمارات من الأولى أما من الثانية النصر والعين وأقيمت بينهم بطولة من دور واحد حسم فيها العين الصدارة وبدأ مشواره مع التألق.